# クォーターホース

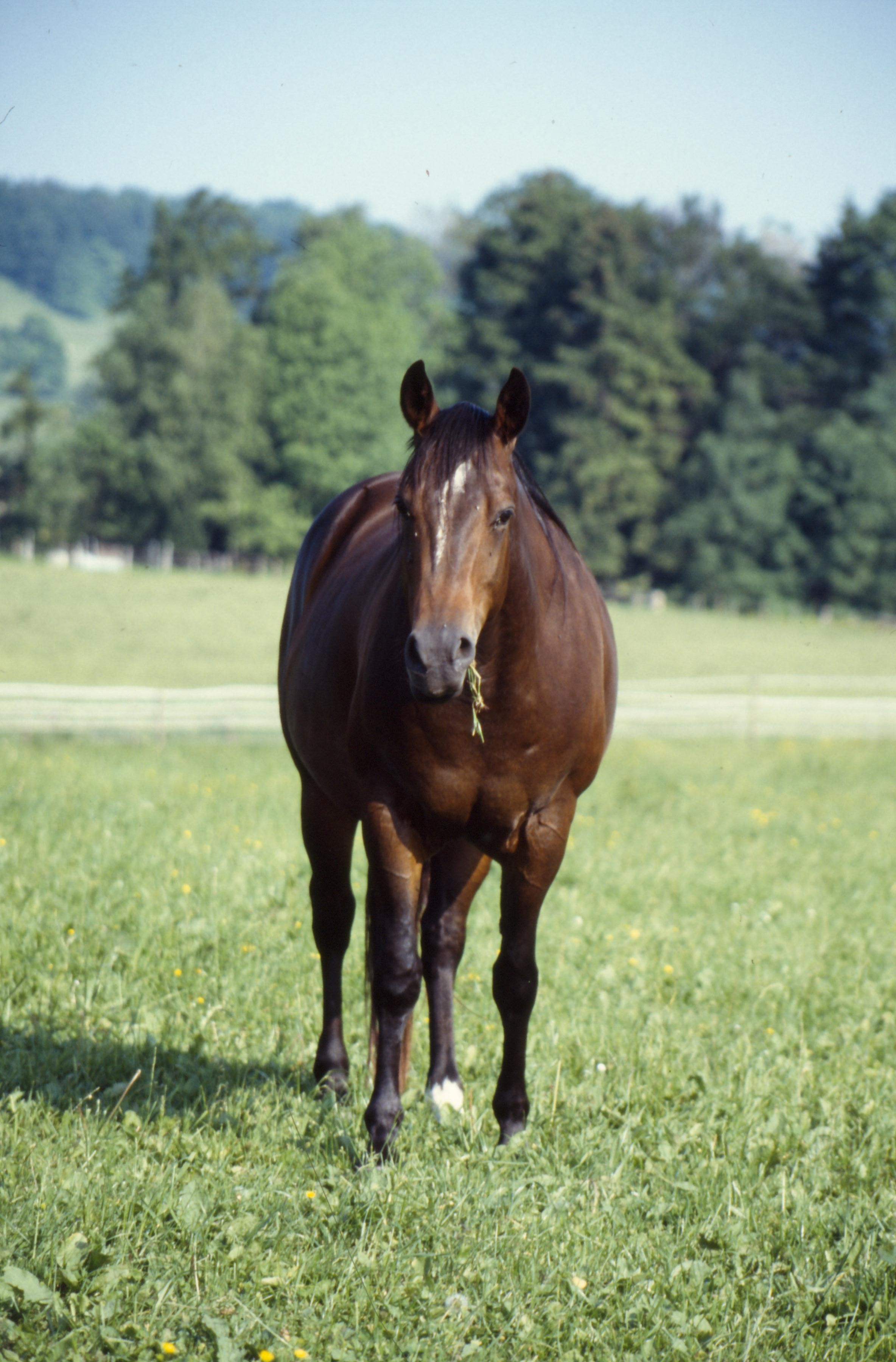
ストックタイプのクォーターホース

クォーターホース（Quarter horse）は、正式にはアメリカンクォーターホース（American quarter horse）と呼ばれるウマの品種の一つ。体高は150cm、体重は400kg程度。アメリカにおいて主として乗馬・牧畜作業・競馬用として使用。世界各地で400万頭余りが登録されており、事実上世界で最も頭数の多い品種である。

## 解説
クォーターホースの成立はアメリカ開拓期に遡り、ヨーロッパから連れてきたアンダルシアンと、サラブレッドやアラブ種あるいは捕獲したマスタング等を交配し改良を重ねることで成立した。ややがっしりとした筋肉質の体型を持ち、性格も温順、粗食にも耐える。クォーターホース競馬とウェスタン競技（カッティング、レイニング、バレルレーシング、ロデオなど）への使用が著名だが、用途はかなり幅広く、馬ができそうな事は基本的に何でもこなす。短距離の瞬発力に優れ、急発進・急停止等も器用にこなす。
クォーターホースの名の由来は、クォーターマイルレース(1/4マイル競走、約402m)からきている。ただし競走馬として利用される馬はクォーターホースの中でもごく一部である。こういった馬は色濃いサラブレッド血統を反映し、ストックタイプよりも細身で体形もサラブレッドによく似る。クォーターマイルであれば競走能力はサラブレッドに勝る。トップスピードは時速55マイル（約88.5km/h）ほどにもなり、アメリカでは2005年に、302mの下級戦で、100m区間の平均時速として92.6km/hを測定した。なお、302mのワールドレコードは、この下級戦の全体時計よりも更に8%程度速い。
なお、競走馬としては日本国内では使用されていないが、サラブレッドよりも温厚な気性と、機動性の高さから万一の競走馬の放馬といった事態にも素早く対処できる能力を買われて、大井競馬場など一部の地方競馬場では誘導馬として重用されている。

## 血統
血統は基本的にはクォーターホース内で閉じられ、両親がクォーターホースでなければクォーターホースとは認められない。例外的にサラブレッドに対しては開かれており、一方の親がサラブレッド（またはアラブ）の場合に限り能力と外貌審査を経てクォーターホースと認められることもある。競走用クォーターホースでは特に顕著で、史上最強のクォーターホースと呼ばれるダッシュフォーキャッシュを例にとれば、4代祖先16頭中14頭までが純粋なサラブレッドで、父系もエクリプス系の分枝ハーミット（1867年のエプソムダービー馬）の末裔、母方もセクレタリアトと同じアンペラトリス牝系に属すなどかなりサラブレッド色が濃い。

## 映画
その特性・特徴から西部劇で数多く重用されており、日本映画では千葉真一が初めて『戦国自衛隊』 (1979年) で採用し、千葉は『将軍家光の乱心 激突』 (1989年) でも再び起用した。黒澤明は1985年の映画『乱』で初めて使用したが、『影武者』（1980年）を観た調教師から「戦国時代にあのような格好のいい馬（サラブレッド）はいない」と指摘されたためであった。